# 刘瑞复 (中国大陆)
刘瑞复（1943年—），河北滦南人，北京大学法学院教授、博导，北京大学经济法专业博士学位授予点创办人之一，经济法专业博士生导师组组长，北京大学经济法与比较法研究中心主任，中国商业法研究会会长。参与编纂《北京大学法学百科全书》。